# Protosmia pulex
Protosmia pulex är en biart som först beskrevs av Raymond Benoist 1935.  Protosmia pulex ingår i släktet Protosmia och familjen buksamlarbin. Inga underarter finns listade i Catalogue of Life.